# ماتسییوویتسه (استان اشوی‌داشکسیه)
ماتسییوویتسه (به لهستانی: Maciejowice) یک منطقهٔ مسکونی در لهستان است که در گمینا گنوینو واقع شده‌است.